# Malpartida e Vale de Coelha
Malpartida e Vale de Coelha (oficialmente: União das Freguesias de Malpartida e Vale de Coelha) é uma freguesia portuguesa do município de Almeida, com 29,00 km² de área e 181 habitantes (censo de 2021). A sua densidade populacional é 6,2 hab./km².

## História
Foi constituída em 2013, no âmbito de uma reforma administrativa nacional, pela agregação das antigas freguesias de Malpartida e Vale de Coelha com sede em Malpartida.

## Demografia
A população registada nos censos foi:
| Distribuição da População por Grupos Etários | Distribuição da População por Grupos Etários | Distribuição da População por Grupos Etários | Distribuição da População por Grupos Etários | Distribuição da População por Grupos Etários |
| -------------------------------------------- | -------------------------------------------- | -------------------------------------------- | -------------------------------------------- | -------------------------------------------- |
| Ano                                          | 0-14 Anos                                    | 15-24 Anos                                   | 25-64 Anos                                   | > 65 Anos                                    |
| 2001                                         | 29                                           | 18                                           | 118                                          | 89                                           |
| 2011                                         | 20                                           | 10                                           | 98                                           | 87                                           |
| 2021                                         | 9                                            | 12                                           | 64                                           | 96                                           |

À data da junção das freguesias, a população registada no censo anterior (2011) foi:
| Freguesia atual             | Freguesia atual  | Freguesia atual | Freguesias antigas | Freguesias antigas | Freguesias antigas |
| Freguesia                   | População (2011) | Área (km²)      | Freguesia          | População (2011)   | Área (km²)         |
| --------------------------- | ---------------- | --------------- | ------------------ | ------------------ | ------------------ |
| Malpartida e Vale de Coelha | 215              | 29              | Malpartida         | 172                | 23,29              |
| Malpartida e Vale de Coelha | 215              | 29              | Vale de Coelha     | 43                 | 5,71               |